# Progresso e povertà
Progresso e povertà: un'indagine sulle cause delle depressioni industriali e dell'aumento della povertà con l'aumento della ricchezza: il rimedio è un saggio del teorico sociale ed economista Henry George, pubblicato nel 1879. Il libro esamina le questioni riguardanti il motivo per cui la povertà accompagna il progresso economico e tecnologico ed il perché le economie mostrano una tendenza a cicli di espansione e contrazione. George utilizza la storia e la logica deduttiva per sostenere una soluzione radicale incentrata sulla cattura della rendita economica derivante dalle risorse naturali e dalla proprietà.
Il libro ha venduto diversi milioni di copie, diventando uno dei libri più venduti alla fine del XIX secolo. Ha contribuito a dare il via all'Era progressista e a un movimento mondiale di riforma sociale basato sull'ideologia ora conosciuta come "Georgismo".

## Edizioni
- Progresso e Povertà: Un'indagine sulle Cause delle Depressioni Industriali e dell'Aumento della povertà con l'Aumento della Ricchezza: Il Rimedio, traduzione di Ludovico Eusebio, New York, Schalkenbach Foundation, 1963.
- (EN) Progress and poverty: an inquiry into the cause of industrial depressions, and of increase of want with increase of wealth. The remedy, New York, D. Appleton and Company, 1880, OCLC 3051331.